# Dehesa De Campoamor
Dehesa De Campoamor is de naam van een urbanisatie in de deelgemeente Orihuela-Costa binnen de gemeente Orihuela aan de Costa Blanca in de provincie Alicante in de Spaanse autonome regio Valencia. Dehesa De Campoamor ligt ongeveer 12,8 km ten zuiden van de havenstad Torrevieja aan de Spaanse oostkust. In 2010 telde Dehesa De Campoamor 868 inwoners. Samen met Lomas De Campoamor (265) in totaal 1133 inwoners.(Bron INE 2010)

## Toponymie
Dehesa De Campoamor betekent letterlijk uit het Spaans vertaald het weiland van Campoamor.
Dehesa is het Spaanse woord voor weiland en Campoamor verwijst naar de spaanse dichter en schrijver Ramón De Campoamor, die gouverneur was van de provincie Alicante in 1854 en door zijn huwelijk met Guillermina O´Gorman het gebied Dehesa de Matamoros kocht en de naam veranderde in Dehesa de Campoamor.
Dehesa de Campoamor wordt ook wel alleen Campoamor genoemd

## Strand
Het gelijknamige witte zandstrand Campoamor ligt in een reeks van zes stranden van deelgemeente Orihuela-Costa en grenst in het noorden aan het strand Cabo Roig en in het zuiden aan het strand Mil Palmeras. Het heeft een lengte van 650 meter en breedte van 20 meter. Verder zijn er op het strand o.a. een strandwachttoren, een EHBO-post, vlonders en een speciale toegang voor mindervaliden, een restaurant en hotel. 's Zomers is het strand gevuld met toeristen uit Spanje (vooral uit Murcia, Alicante en Madrid) en uit het buitenland.( voornamelijk uit Duitsland en Groot-Brittannië).
Het strand van Dehesa De Campoamor wordt verder onderverdeeld in:
- Playa De La Regia
- Playa De La Glea, ook wel La Playa Grande (het grote strand) genoemd. Dit is het grootste strand en is onderscheiden met de Blauwe Vlag en Q Vlag, beide toeristische onderscheidingen. Dit strand bezoeken voornamelijk buitenlandse toeristen en inwoners uit Orihuela-Costa en Torrevieja. In 2010 is er een oase van palmbomen met kinderspeelvoorwerpen geplaatst.
- Playa Barranco Rubio, ook wel La Playa Pequena (het kleine strand) genoemd. Traditioneel wordt dit strand vooral bezocht door inwoners uit Murcia en Alicante en badgasten die jaarlijks Dehesa de Campoamor bezoeken. Dit is meer een familiestrand. In 2010 is er een groot kinderpark geïnstalleerd, onderdeel van de verbeteringen van de toegangen tot het strand. Het strand is onderscheiden met de Blauwe Vlag.
- Playa De Aguamarina, dat onderdeel is van Playa De La Glea en het minst groot van Campoamor. Het is het enige strand in deze urbanisatie zonder Blauwe Vlag.

## Urbanisatie
De bouw van deze urbanisatie begon in 1963, maar het plan werd gedeeltelijk afgekeurd tot 1972 met verscheidene aanpassingen in de jaren erna tijdens de uitbreiding.
Dehesa De Campoamor grenst in het noorden aan de urbanisaties Cabo Roig, El Pinar De Campoverde in het westen en Mil Palmeras in het zuiden. In het oosten ligt Dehesa De Campoamor aan de Middellandse Zee. Dehesa De Campoamor ligt ten zuiden van de autoweg N-332, die evenwijdig ligt aan de spaanse oostkust. Aan de noordwest zijde ligt de autosnelweg AP-7.

## Jachthaven
De jachthaven van Campoamor betreft een origineel ontwerp, dat zich mooi aanpast aan het landschap. De jachthaven bezit 348 ligplaatsen. De jachthaven beschikt over veel faciliteiten waaronder een droogdok, hijskraan van 10 ton (10.000kg. Verder zijn er een restaurant, hotel, bar en watersportschool. Er bestaat de mogelijkheid tot windsurfen en zeilen.

## Klimaat
Dehesa De Campoamor kent een aangenaam zeeklimaat met een gemiddelde temperatuur van 20 °C en 300 zonnige dagen per jaar.

## Leefklimaat
Door de afwezigheid van zware industrie en aanwezigheid van de grote salinas (zoutmeren) in de omgeving, staat de lucht in de regio bekend als zeer schoon. Het gebied is daarom in trek bij ouderen en zieken met allerlei chronische gezondheidsklachten. Er wordt wel gezegd, dat de omgeving de gezondheid bevordert vanwege de relatief hoge concentraties jodium in de lucht door de aanwezigheid van de salinas. In de omgeving zijn veel klinieken voor hart-en vaatziekten, reuma en huidaandoeningen.

## Sport
In de omgeving zijn vooral de wandelsport en wielersport erg populair vanwege de vele paden in het Parque Natural de la Sierra Escalona. In dit natuurpark van het Escalona gebergte met zijn dennewouden zijn opvallend grote dennenbomen te zien. Uiteraard vormt het aangrenzende Lomas de Campoamor een 18-hole golfterrein, samen met 3 andere golfterreinen een ideale uitvalsbasis voor liefhebbers van de sport. 

## Anno 2011
Door de enorme groei van Dehesa De Campoamor groeit de bezorgdheid bij de bevolking en vaste groep terugkerende badgasten. Er zijn de laatste decennia veel nieuwe wijken gebouwd, die allemaal erg op elkaar lijken. Het grondgebied van Dehesa De Campoamor is al ver volgebouwd. Natuurliefhebbers komen hiertegen steeds meer in opstand en hebben aangiftes gedaan om de natuur te beschermen. Zo is er nu een beschermd vogelgebied vastgesteld in het Parque Natural de la Sierra Escalona.

## Bezienswaardigheid
- Ten noorden van Dehesa De Campoamor liggen de Salinas van Torrevieja en La Mata. Dit is een beschermd natuurgebied, waar flamingo's in het wild te zien zijn.
- Parque Natural de la Sierra Escalona (Natuurpark van het Escalona-gebergte).

## Trivia
- In 1972 eindigde in Dehesa De Campoamor de vierde etappe van de Ronde van Spanje, die werd gewonnen door de Nederlander Ger Harings.
- Ook in 1977 begon hier de Ronde van Spanje met een proloog van 8 km, die werd gewonnen door de belg Freddy Maertens. De dag erna begon in Dehesa De Campoamor de eerste etappe.